# 우간다-탄자니아 전쟁
우간다-탄자니아 전쟁은 1978년부터 1979년까지 우간다와 탄자니아가 벌인 전쟁이다.

## 전개

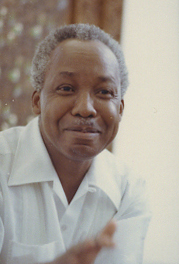
당시 탄자니아의 대통령이던 줄리어스 니에레레.

우간다와 탄자니아는 전쟁 전부터 긴장 관계였는데, 이디 아민이 1971년에 우간다 혁명을 일으켜 권력을 잡자, 탄자니아의 지도자였던 줄리어스 니에레레는 추방 당한 우간다의 전 대통령인 밀턴 오보테의 보호를 제안했다. 오보테는 이디 아민의 적대 세력 섬멸 계획으로 인해 피난한 2만 명의 피난민과 합류했다. 1년 후, 탄자니아의 우간다 피난민은 우간다에 침공해 이디 아민을 몰아내려고 했지만 실패했다. 이디 아민은 니에레레가 뒤에서 이를 조종했다며 그와 탄자니아를 비난했다. 1978년 10월 상순에 반란군이 아민을 캄팔라의 대통령 별장에서 기다렸지만 그는 가족들과 함께 헬리콥터로 탈출했다.
이것은 아민파의 급격한 쇠퇴를 불러와, 우간다 내부에서 내분이 증가하기 시작했다. 아민의 부통령이던 무스타파 아드리시가 수상한 교통사고로 부상을 당했을 때, 아드리시에게 충성을 맹세했던 병사(그 외 다른 이유로 불만을 가진 병사)가 폭동을 일으켰다. 이디 아민은 폭동을 진압하기 위해 심바 정예부대를 포함한 병사를 보내 일부가 탄자니아 국경을 넘었다. 반란군이 탄자니아로 넘어가자 탄자니아에 있던 반아민 피난민들은 반란군에 참여하여 이디 아민군과의 전투에 참가했다. 우간다는 탄자니아에 선전 포고 했는데 이디 아민은 탄자니아의 카게라 지방이 원래 우간다 땅이라며 합병을 위해 탄자니아를침공했다. 그러나 니에레레 대통령은 탄자니아 국민 방어군을 동원하여 반격에 나섰다. 탄자니아 군은 몇 주 만에 경찰과 종군사면 죄수, 국민병, 군인을 포함해 10만 명으로 증가했다. 우간다 피난민들로 구성된 반 아민 단체도 탄자니아에 가세했다. 이들은 모시 회의에 소속하여 모시 회의는 우간다 국민해방군(UNLA)을 형성했다. 티토 오켈로와 데이빗 오이테 오조크가 이끄는 키코시 말름(Kikosi Maalum), 요웨레 무세베니가 이끄는 FRONASA, 아케나 포족과 윌리엄 오마리아, 아테켈 에잘루가 이끄는 <우간다 구원 운동>도 UNLA에 참가했다. 탄자니아 군은 소련의 카튜샤와 로켓포를 획득해 우간다 군을 표적으로 포격을 개시했다.
우간다 군은 바로 퇴각을 개시했는데, 같은 독재자였던 이디 아민을 위해 리비아의 카다피는 T-54 전차와 T-55 전차, BTR 병력수송차, BM-21 로켓추진차, MiG-21, Tu-22 폭격기 등으로 무장한 2,500명의 군대를 우간다 측에 파병했다. 그러나 리비아 군이 전선에 다다랐을 때 우간다 군은 약탈한 물건을 채운 트럭과 함께 반대 측으로 퇴각해버렸다. 리비아 군은 리비아 육군 부대와 인민 민병대, 이슬람 군단 등 사하라 사막 이남의 아프리칸 이슬람 세력을 규합한 혼합군이었다. 이들은 탄자니아와 UNLA에 반대하는 인사들과 함께 캄팔라로 향했는데, 루카야의 늪 지대에서 진군이 정체 되었다. 이에 탄자니아 정예군이었던 제 208여단은 늪 서쪽 가장자리의 둑길을 통해 제 201 여단을 우선 보냈다.
T-55 전차 5기와 장갑차, BM-21로 무장한 여단 규모의 리비아 군은 루카야에서 제 201여단과 충돌했는데, 제 201여단은 후퇴하는 듯 리비아 군을 유인하여 남북으로 제 208여단과 함께 야간에 역습으로 돌아서 1979년 3월 11일부터 12일까지의 야간 전투에서 리비아와 우간다 군에게 200명 이상의 전사자를 내게 한 후 신속히 후퇴하는 성공적인 성과를 거두었다. 탄자니아와 UNLA는 루카야 전투 후 소소한 저항에 대항하면서 1979년 4월 10일에 수도인 캄팔라를 접수하고 엔테베 비행장을 점령했다. 탄자니아 군과 UNLA는 팔레스타인 및 여러 아랍 부족으로 이루어진 리비아 군의 단결 되지 않은 공격을 손쉽게 물리치고 우간다의 장악에 성공했다. 그러자 이디 아민은 사우디아라비아로 달아났다. 이디 아민의 도망으로 지휘부를 잃은 우간다 군은 항복했는데, 결국 리비아 군도 더 이상 싸울 이유가 없어서 케냐와 에티오피아를 거쳐 퇴각했다. UNLF(UNLA의 정치적 단체)는 아민 정권의 잔재를 청산하고 군부가 아닌 민간 정부의 총선을 준비했는데 이 때 탄자니아 군이 평화 유지를 위해 우간다에 주둔했다.
우간다는 탄자니아의 지원 하에 밀턴 오보테가 1980년에 대통령으로 취임했다. 그러나 오보테는 이디 아민처럼 공포 정치와 독재 정치를 폈기에 이에 반대한 UNLA의 지휘관이던 요웨레 무세베니가 무장 반란을 일으켜 다시 내전 상황에 빠졌다. 그 후 1986년에 무세베니가 승리하면서 현재까지 대통령으로 집권하면서 우간다는 다시 안정세를 되찾았다. 탄자니아는 1977년에 셰이셀의 쿠데타시 이를 틈타 침공한 전력 때문에 국가 주권 침해라는 비난을 받아 아프리카 통일 기구의 국가들로부터 아무런 도움도 받지 못했었다. 그 결과 다르에스살람에서 탄자니아 정부는 재원 마련과 침공 후 평화 협정, 빈곤 구제 법안 등을 마련했는데 2007년에 우간다가 전쟁 자금을 반환할 때까지 탄자니아는 전쟁의 부채에서 회복하지 못했었다.